# Obléhání Srebrenice
Obléhání Srebrenice (srbochorvatsky Opsada Srebrenice , Опсада Сребреницe) bylo tříleté obléhání města Srebrenica ve východní Bosně a Hercegovině, které trvalo od dubna 1992 do července 1995 během bosenské války. Město, na které původně zaútočila Jugoslávská lidová armáda (JNA) a Srbská dobrovolnická garda (SDG), bylo v květnu 1992 obklíčeno Armádou Republiky srbské (VRS), čímž začalo brutální obléhání, které travalo po většinu války v Bosně. V červnu 1995 velitel armády Republiky Bosna a Hercegovina (ARBiH) v enklávě Naser Orić Srebrenici opustil a uprchl do města Tuzla. Následně byl nahrazen zástupcem, majorem Ramizem Bećirovićem.
V červenci 1995 Srebrenica podlehla spojeným silám Republiky srbské a četným polovojenským formacím, které zahrnovaly stovky řeckých a ruských dobrovolníků během operace Krivaja '95 (srbochorvatsky: Operacija Krivaja '95, Операција Криваја). Následný masakr mužské populace města vedl ke smrti více než 8 000 bosenských mužů a chlapců a je považován za největší masovou vraždu v Evropě od konce druhé světové války. Mezinárodní trestní soudy to považovaly za zločin genocidy. V důsledku toho byl generál VRS Radislav Krstić shledán vinným Mezinárodním trestním tribunálem pro bývalou Jugoslávii (ICTY) z vraždy, pronásledování a napomáhání ke genocidě, zatímco generál VRS Zdravko Tolimir byl rovněž odsouzen za genocidu. Oba muži byli odsouzeni na doživotí. Jedna z obžalob proti Ratko Mladićovi, veliteli VRS během války, je za masakr ve Srebrenici. Velitel bosenských sil v enklávě Naser Orić byl shledán vinným z toho, že nezabránil špatnému zacházení s vězni VRS drženými ve Srebrenici mezi zářím 1992 a březnem 1993. Jeho odsouzení však bylo v roce 2008 zrušeno.

## Obsazení Srebrenice

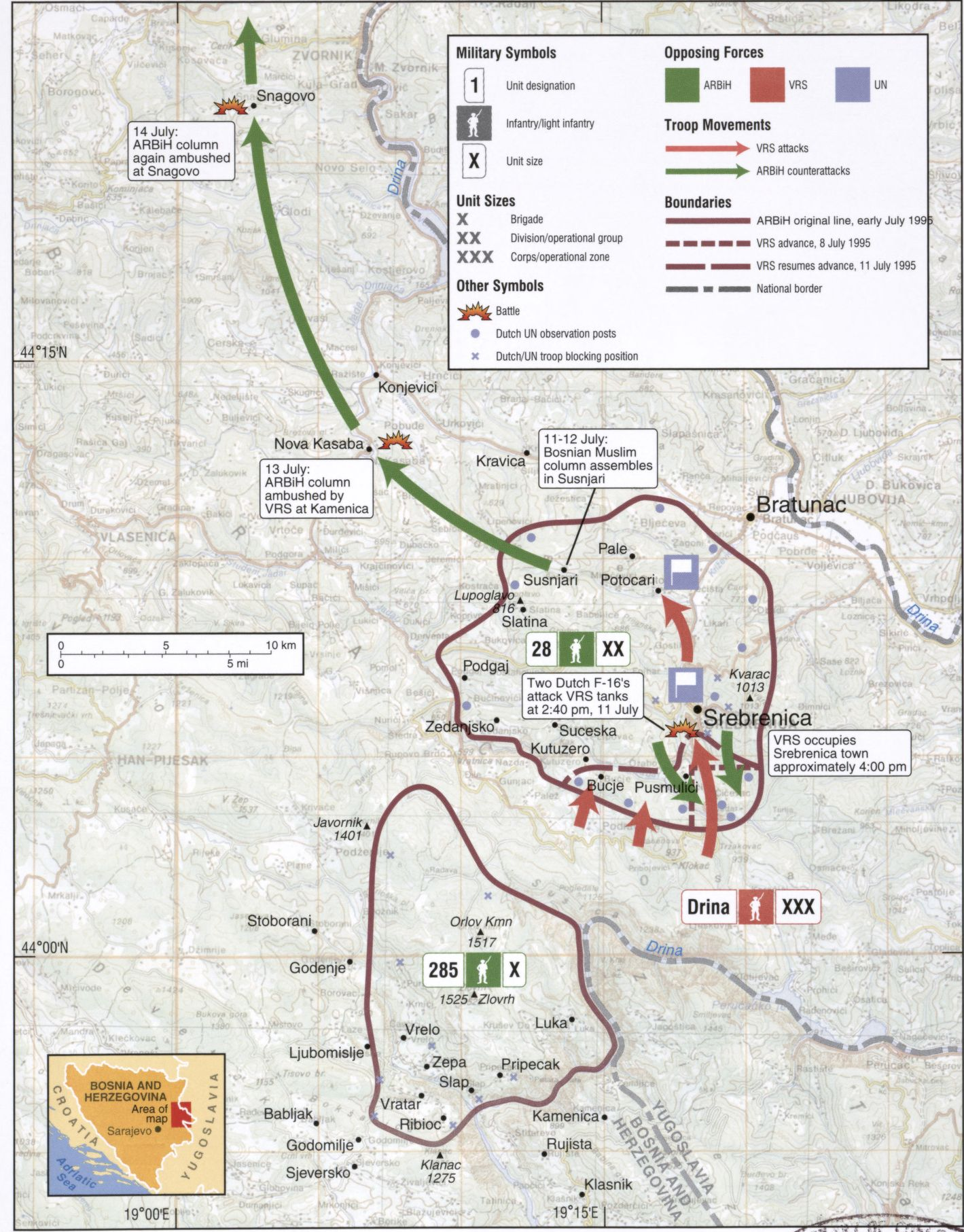
Vojenská situace v okolí Srebrenice a Žepy v červenci 1995

Dne 6. července 1995 v časných ranních hodinách začali město ostřelovat příslušníci Vojsk Republiky Srbské, jejichž část byla rekrutována z okolních vesnic, kde předtím docházelo k masakrům Srbů.  Město Srebrenicu chránilo 600 nizozemských vojáků UNPROFOR a vojáci 28. divize bosensko-muslimské armády, kteří následně podnikli protiútok.[zdroj?]
8. července bylo město ostřelovánu znovu, přičemž bylo zasaženo i předsunuté stanoviště nizozemských UNPROFOR, kteří se kvůli nedostatečné výzbroji museli vzdát a po delším vyjednávání jim Srbové povolili odjet do Srebrenice. Cestou tam se však nizozemští vojáci při snaze projet silniční zátaras dostali do konfliktu s bosenskými obránci, kteří po jejich transportéru hodili granát. Výsledkem byla smrt vojína Raviva van Renssena.
Následující den pokračovalo srbské ostřelování a z města uprchly tisíce civilistů. Srbové obsadili další pozorovací stanoviště sil OSN a vzali jako rukojmí asi 30 nizozemských vojáků. 10. a 11. července mělo dojít k leteckým útokům na Srby, ale nakonec k tomu nedošlo i kvůli tomu, že Srbové hrozili, že v případě útoku zabijí nizozemská rukojmí. V tomtéž období se 28. divize bosensko-muslimské armády, která v bojích utrpěla ztrátu asi 2 tisíc mužů, začala postupně stahovat,[zdroj?] i když byla početně silnější, než útočící srbské jednotky.[zdroj?] Její vojska odcházela směrem ke Snagovu a zbylí vojáci museli složit zbraně, přičemž byli zajati srbskými silami. 12. července 1995 začaly autobusy odvážet zbývající ženy a děti na muslimská území, muži však zůstali izolováni. Celkem Srebrenicu opustilo dle Světové zdravotnické federace 35 632 lidí.

## Mezinárodní reakce
Rada Severoatlantické aliance schválila použití síly k ochraně poslední muslimské enklávy ve východní Bosně – Goražde.